# 罗克维达勒
罗克维达勒（法語：Roquevidal，法語發音：[ʁɔkvidal]）是法国奧克西塔尼大區塔恩省的一个市镇，属于卡斯特尔区。

## 地理
罗克维达勒（43°37'32"N, 1°51'48"E）面积7.71 平方千米，位于法国奧克西塔尼大區塔恩省，该省份为法国南部内陆省份，北起顺时针与阿韦龙省、埃罗省、奥德省、上加龙省和塔恩-加龙省接壤。
与罗克维达勒接壤的市镇（或旧市镇、城区）包括：阿尔冈、康邦莱拉沃尔、拉库戈特卡杜勒、马尔藏斯、普拉特维耶勒、韦耶。

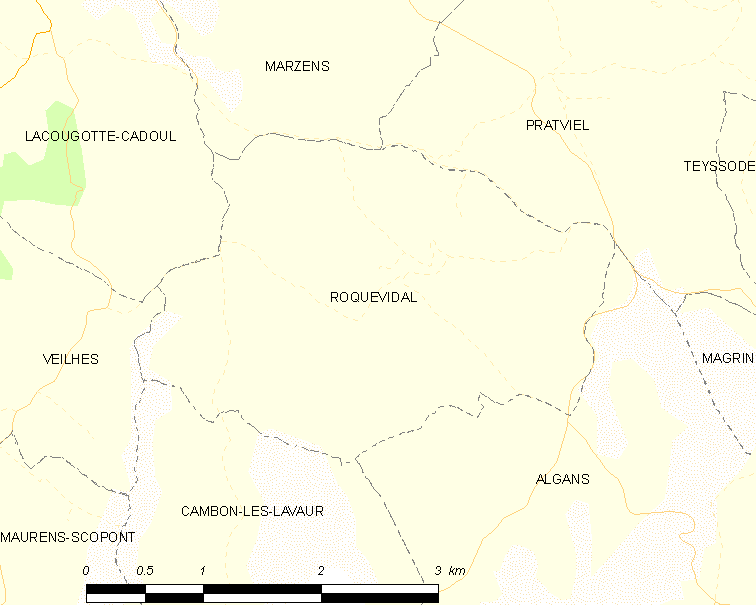
罗克维达勒的OSM定位图

罗克维达勒的时区为UTC+01:00、UTC+02:00（夏令时）。

## 行政
罗克维达勒的邮政编码为81470，INSEE市镇编码为81229。

## 政治
罗克维达勒所属的省级选区为拉沃尔-科卡涅县。

## 人口

1962-2008年间罗克维达勒人口变化图示

罗克维达勒于2022年1月1日时的人口数量为137人。